# Paolo Pellegrin
Paolo Pellegrin (* 11. března 1964, Řím) je italský fotožurnalista. Je členem agentury Magnum Photos a držitelem deseti cen World Press Photo.

## Životopis

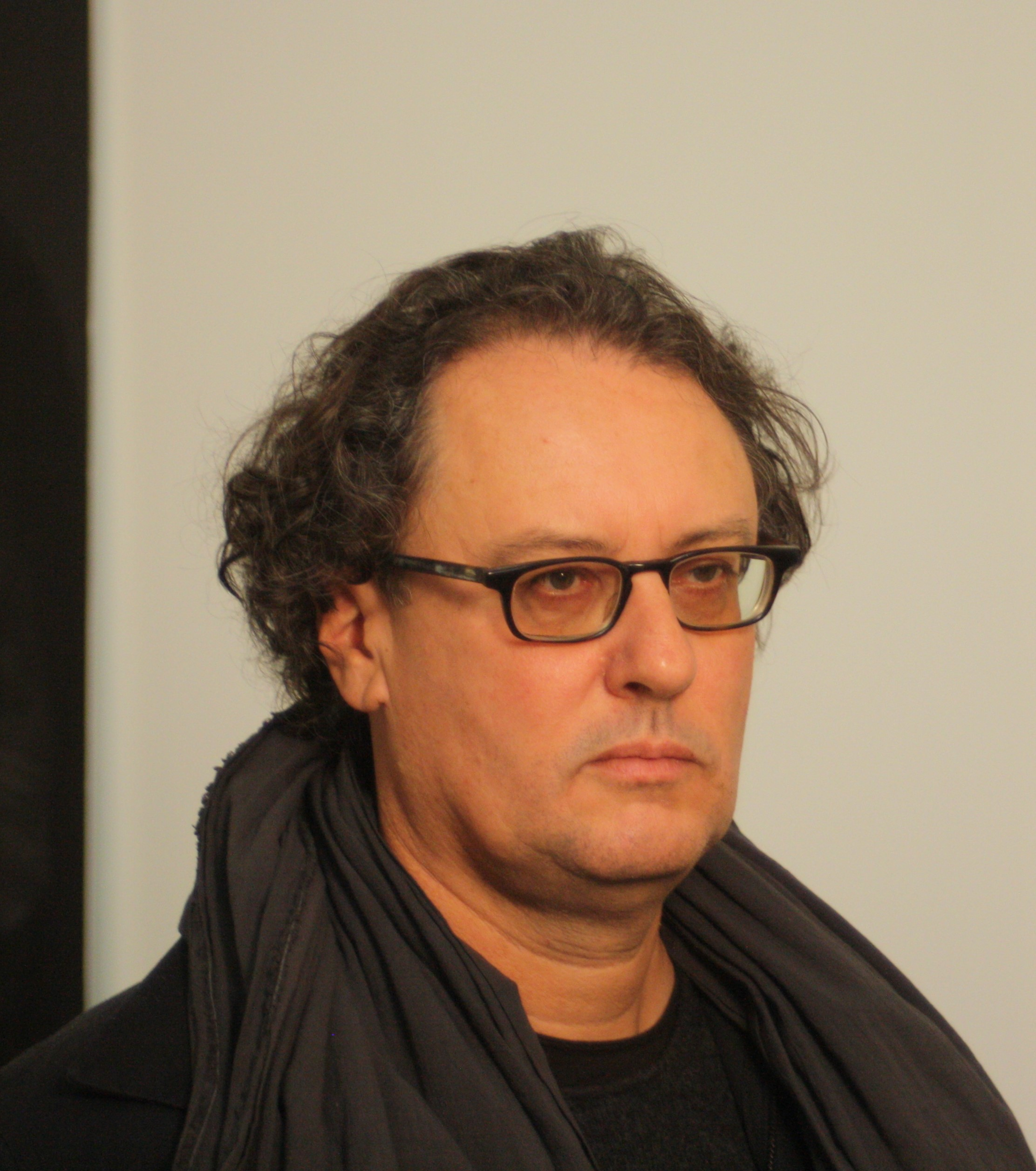
Pellegrin v roce 2019

Pellegrin se narodil v Římě do rodiny architektů. Vystudoval architekturu na Univerzitě la Sapienza v Římě a po třech letech se rozhodl změnit profesní směr a v letech 1986 až 1987 odešel studovat fotografii na Istituto Italiano di Fotografia v Římě. Během těchto let se seznámil s italským fotografem Enzem Ragazzinim, který se stal jeho mentorem.
V roce 1992 začal Pellegrin pracovat na osobních projektech, na tématech jako Romové v Itálii a Bosně a podnikl několik cest na Balkán poté, co Albánie otevřela své hranice. Prostřednictvím Christiana Caujolla se seznámil s Graziou Neri, která ho v Itálii zastupovala. V letech 1994 až 1995 začal pracovat na projektu o dětech v poválečné Bosně a v rámci projektu o onemocnění HIV / AIDS cestoval po Itálii, Rumunsku, Mexiku, Ugandě, Zimbabwe a Keni. V roce 1995 získal svou první cenu World Press Photo za svou práci o AIDS v Ugandě.
V roce 1997 Pellegrin vydal svou první knihu Bambini o své práci o dětech v Bosně, Ugandě a Rumunsku a za práci o dětech v poválečné Bosně získal Mezinárodní cenu fotožurnalistiky města Gijòn. V roce 1998 pracoval na projektu pro Lékaře bez hranic, ze kterého vznikla kniha Kambodža a putovní výstava. Za svou práci v Kambodži získal cenu World Press Photo.
V letech 1999 až 2000 Pellegrin během války často cestoval mezi Kosovem, Albánií, Makedonií a Srbskem a vytvořil hloubkovou reportáž o konfliktu a jeho následcích. Za reportáž o konfliktu v Kosovu vyhrál World Press Photo.
V roce 2001 získal Pellegrin nominaci na člena v Magnum Photos a získal cenu World Press Photo za svou práci v oblasti boje proti terorismu v Alžírsku. Během téhož roku získal medaili Leica Medal of Excellence za svou práci na Balkáně. Začal hodně cestovat, pokrýval zpravodajské události hlavně na Blízkém východě a v Africe. V roce 2002 vydal knihu Kosovo 1999-2000: The Flight of Reason a získal německou cenu Hansely Miethové za příběh v Bosně. V roce 2003 cestoval, aby informoval o invazi do Iráku pod vedením USA. V roce 2004 začal cestovat do Dárfúru, aby informoval o humanitární krizi, a za své zpravodajství o Dárfúru získal cenu Oliviera Rebbota od Overseas Press Clubu v USA. Získal také cenu World Press Photo za reportáž o pohřbu Jásira Arafata. S Thomasem Dworzakem, Alexem Majolim a Ilkkou Uimonen vytvořili putovní multimediální projekt Off Broadway. V roce 2005 se stal řádným členem Magnum Photos Ve stejném roce popsal následky tsunami a hurikánu Katrina a získal dvě ceny World Press Photo, jednu za práci na pohřbu papeže Jana Pavla II. a druhou za reportáž ze zákulisí módních přehlídek v New Yorku.
V roce 2006 Pellegrin odcestoval do Libanonu, aby dokumentoval válku, kde byl zraněn v Tyru. Za svou práci v Libanonu získal cenu World Press Photo a za dlouhodobý projekt o islámu W. Eugene Smith Grant v oblasti humanistické fotografie. V roce 2007 mu Overseas Press Club za práci o válce v Libanonu udělil zlatou medaili Roberta Capy a získal cenu Leica European Publishers Award for Photography, v důsledku čehož jeho As I Was Dying vyšlo v sedmi jazycích.
V roce 2013 Pellegrin vyhrál svou desátou cenu World Press Photo. V troce 2022 dokumentoval ruskou invazi na Ukrajinu.